# Cantonul Antony
Cantonul Antony este un canton din arondismentul Antony, departamentul Hauts-de-Seine, regiunea Île-de-France, Franța.

## Comune
- Antony (parțial)